# Base de datos de red

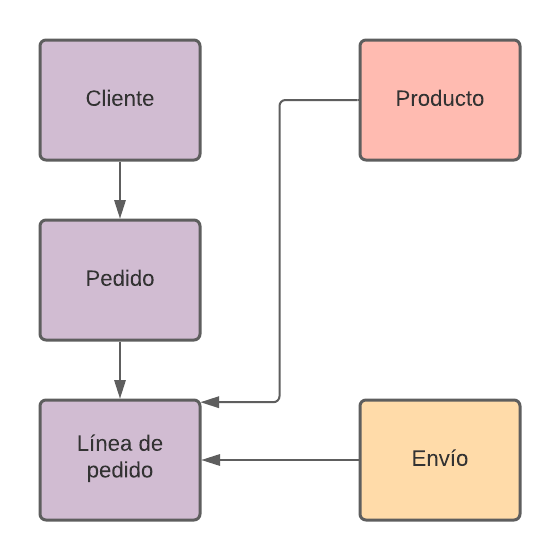
Diagrama de Bachman de una base de datos de red simple

Una base de datos de red es una base de datos conformada por una colección o set de registros, los cuales están conectados entre sí por medio de enlaces en una red. El registro es similar al de una entidad como las empleadas en el modelo relacional.
Un registro es una colección o conjunto de campos (atributos), donde cada uno de ellos contiene solamente un único valor almacenado.
El enlace es exclusivamente la asociación entre dos registros, así que podemos verla como una relación estrictamente binaria.
Una estructura de base de datos de red, llamada algunas veces estructura de plex, abarca más que la estructura de árbol: un nodo hijo en la estructura red puede tener más de un nodo padre. En otras palabras, la restricción de que en un árbol jerárquico cada hijo puede tener sólo un padre, se hace menos severa. 
Así, la estructura de árbol se puede considerar como un caso especial de la estructura de red.

## Ejemplo
Para ilustrar la estructura de los registros en una base de datos de red, mostraremos la base de datos alumno – materia, con los siguientes registros (en el Lenguaje de programación Java):
```
type
 
materia
 
=
 
record

     
clave
:
 
string
[]

     
nombreM
:
 
string
[]

     
cred
:
 
string
[
2
]

     
end
;

```

```
type
 
alumno
 
=
 
record

     
nombre
:
 
string
[
30
]
;

     
control
:
 
string
[
8
]
;

     
materia
:
 
Materia
;
 
{Enlace a materia}

     
end
;

```

En síntesis una base de datos en red puede tener 1 o más elementos padre.